# NGC 7779
NGC 7779 (другие обозначения — PGC 72770, UGC 12831, MCG 1-60-45, ZWG 407.70, ARAK 586) — галактика в созвездии Рыбы.
Этот объект входит в число перечисленных в оригинальной редакции «Нового общего каталога».